# ورقة 5 جنيه إسترليني بنك كليديسدال
ورقة 5 جنيه إسترليني بنك كليديسدال والمعروفة أيضًا بشكل غير رسمي باسم Fiver هي عملة ورقية من الجنيه الإسترليني. هي أصغر فئة من الأوراق النقدية الصادرة عن بنك كليديسدال. على وجه ورقة البوليمر الحالية التي أصدرت أول مرة في عام 2015 صورة المهندس ويليام أرول وعلى الظهر صورة جسر فورث. هي أول ورقة نقدية من البوليمر بالكامل تطرح في المملكة المتحدة.

## التاريخ
بدأ بنك كليديسدال بإصدر ورقة 5 جنيه استرليني في عام 1838 وهو نفس العام الذي أسس فيه البنك. كانت الأوراق النقدية المبكرة أحادية اللون وتُطبع على جانب واحد فقط. نظم قانون الأوراق النقدية (اسكتلندا) لعام 1845 إصدار البنوك الاسكتلندية الأوراق النقدية حتى استبدل بقانون البنوك لعام 2009. الأوراق النقدية الاسكتلندية هي عملة قانونية مقبولة بشكل عام في جميع أنحاء المملكة المتحدة. وهي أصلية كما الأوراق النقدية التي يصدرها بنك إنجلترا. ورقة 5 جنيه استراليني هي حاليًا أصغر فئة من الأوراق النقدية الصادرة عن بنك كليديسدال.
لا تسحب الأوراق النقدية الاسكتلندية بنفس الطريقة التي تسحب أوراق بنك إنجلتر بالتالي يمكن العثور على عدة إصدارات مختلفة من ورقة 5 جنيه إسترليني بنك كليديسدال. تشجع لجنة المصرفيين الاسكتلنديين الجمهور أو استبدال الأوراق النقدية القديمة غير البوليمرية بالأوراق الجديدة المصدرة 1 مارس 2018. أصدرت سلسلة الاسكتلنديين المشهورين في عام 1971 وظهر على ورقة 5 جنيه الشاعر الاسكتلندي روبرت برنز وعلى الظهر صور لفأر حقل وورود برية مستوحاة من قصيدتين من قصائد بيرنز. أصدرت سلسلة التراث العالمي في عام 2009، وعلى وجه ورقة 5 دولار صورة عالم الأحياء ألكساندر فلمنج وعلى الظهر سانت كيلدا موقع التراث العالمي. أصدرت ورقة بوليمر جديدة في عام 2015 على وجه الورقة صورة ويليام أرول وعلى ظهرها صورة لجسر فورث الذي قامت شركة ويليام أرول ببنائه. كانت هذه الورقة النقدية أول ورقة نقدية بريطانية مصنوعة بالكامل من البوليمر.

## السلاسل
| السلسلة                | تاريخ الإصدار | اللون | الحجم        | التصميم                                  |
| ---------------------- | ------------- | ----- | ------------ | ---------------------------------------- |
| الاسكتلنديون المشهورون | 1971          | أزرق  | 135 × 70 ملم | الوجه: روبرت بيرنز. الظهر: صور متنوعة    |
| التراث العالمي         | 2009          | أزرق  | 135 × 70 ملم | الوجه: الكسندر فليمنج. الظهر: سانت كيلدا |
| البوليمر               | 2015          | أزرق  | 125 × 65 ملم | الوجه: وليام أرول. الظهر: جسر فورث       |

المعلومات مأخوذة من موقع لجنة المصرفيين الاسكتلنديين.

## روابط خارجية
- The Committee of Scottish Bankers website